# Мраморно море
Мраморно море (на турски: Marmara Denizi; на гръцки: Θάλασσα του Μαρμαρά) е вътрешно море, част от Атлантическия океан, разположено между Балканския полуостров на северозапад и север и Мала Азия на североизток, изток и юг. На североизток чрез протока Босфор се свързва с Черно море, а на югозапад чрез протока Дарданели – с Бяло море.. В тези си граници дължината му от запад на изток е 280 km, а максималната ширина до 80 km. Площ 11 472 km² и е най-малкото море на света. Среден обем 4 хил.km3, средна дълбочина 494 m, максимална 1389 m, разположена в централната му част.
Пропонтис (Προποντίς) е старогръцкото име на морето. То идва от про („преди“) и Понтос – както елините са наричали Черно море, тъй като древните гърци често плавали през Пропонтис, за да стигнат до Черно море. Думата има и новогръцки вариант Пропонтида (Προποντίδα).
Мраморно море се е образувало в резултат на дълбоки разломи на земната кора преди около 2,5 млн. години през късния плиоцен, разделили Европа, Азия и Африка. Движенията на земната кора все още не са затихнали, в резултат на които земетресенията са често явление.
Бреговете му са предимно планински, като на юг и изток са силно разчленени. Полуостров Ердек на юг, заливите Ердек и Перамо на юг, Инджир на югоизток, Измит на изток. Край северните брегове има множество подводни рифове. Има две големи островни групи – Принцовите острови на североизток и Мраморните острови на югозапад. Вторите са богати на гранит, шисти и бял мрамор и са дали името на морето. Принцовите острови се намират близо до Истанбул, и там е развит туризмът. От юг в него се вливат две по-големи реки Симав и Гьонен. През зимата температурата на повърхността на водата е 9 °C, а през лятото – до 29 °C. Хидроложкият режим на Мраморно море зависи от обмена на вода със съседните му морета Черно и Бяло. В него няма силни течения. Средната му соленост на повърхността е до 26‰ и тя е най-висока около Дарданелите.
Флората и фауната на морето са сходни с тези на Средиземно и Бяло море. Развит е уловът на скумрия и има няколко известни морски курорта. През Мраморно море преминават важни търговски пътища от Черно и Азовско море за Средиземно море и Световния океан. Най-големите градове и пристанища по крайбрежието му са Истанбул, Измит, Бандърма, Галиполи, Текирдаг.